# Júlia Lopes de Almeida

Júlia Lopes de Almeida

Júlia Valentim da Silveira Lopes de Almeida (* 24. September 1862 in Rio de Janeiro; † 30. Mai 1934 ebenda) war eine brasilianische Schriftstellerin, Chronistin, Theatermacherin und Abolitionistin.
Sie war eine der Gründerinnen der Academia Brasileira de Letras, der Brasilianischen Akademie der Literatur, und schuf ein umfangreiches und bedeutendes Werk der brasilianischen Literatur, das von der Kinderliteratur bis hin zu Romanen, Chroniken, Theaterstücken und journalistischen Artikeln reicht. Sie war mit dem portugiesischen Dichter Filinto de Almeida verheiratet und die Mutter der Schriftsteller Afonso, Abano und Margarida Lopes de Almeida.

## Leben
Lopes de Almeida wurde als Tochter des Arztes Valentim José da Silveira Lopes, später Vicomte von São Valentim, und Adelina Pereira Lopes, beide portugiesische Einwanderer, geboren. Als Kind zog die Familie nach Campinas im Bundesstaat São Paulo, wo sie 1881 ihre ersten Texte in der Gazeta de Campinas veröffentlichte, obwohl Schreiben zu jener Zeit nicht als angemessene Tätigkeit für Frauen galt. In einem Interview mit João do Rio zwischen 1904 und 1905 gestand sie, dass sie zu der Zeit oft Verse schrieb, dies aber im Geheimen tat. Drei Jahre später, 1884, begann sie auch für die Zeitung O País in Rio zu schreiben, eine Tätigkeit, die mehr als drei Jahrzehnte andauerte.
1886 zog sie nach Lissabon, wo sie sich als Schriftstellerin etablierte und 1887 zusammen mit ihrer Schwester Adelina Lopes Vieira Contos Infantis veröffentlichte. Am 28. November 1887 heiratete sie Filinto de Almeida, den damaligen Leiter der in Rio de Janeiro erscheinenden Zeitschrift A Semana Ilustrada. Sie wurde zu einer permanenten Mitarbeiterin dieser Zeitschrift. Sie schrieb auch für die Zeitschrift Brasil-Portugal (1899–1914). Lopes de Almeida kehrte 1888 nach Brasilien zurück, wo sie ihren ersten Roman, Memórias de Marta, veröffentlichte, der als Beilage in O País erschien. Ihre Schriften in den Zeitungen jener Zeit behandelten stets aktuelle Themen wie die Republik, Abolitionismus oder Bürgerrechte. Sie arbeitete auch mit Frauenzeitschriften zusammen, wie der Zeitschrift A Mensageira in São Paulo, die zwischen 1897 und 1900 von der Schriftstellerin Presciliana Duarte de Almeida geleitet wurde.
Lopes de Almeida war eine Pionierin der Kinderliteratur in Brasilien. Schon ihr erstes Buch, Contos Infantis (1886), war eine Sammlung von 33 Texten in Versen und 27 in Prosa für Kinder gewesen. 1887 veröffentlichte sie in Portugal Traços e iluminuras, ein weiteres Buch mit Kurzgeschichten.
Sie schrieb auch für das Theater, mit zwei veröffentlichten Bänden und etwa 10 unveröffentlichten Texten. Eine Sammlung von Kurzgeschichten Ânsia Eterna (1903) war von Guy de Maupassant beeinflusst, und eine ihrer historischen Erzählungen inspirierte Artur Azevedo zu dem Theaterstück O dote. In Zusammenarbeit mit ihrem Ehemann schrieb sie 1932 ihren letzten Roman, A Casa Verde, erschienen als Beilage im Jornal do Commercio.
Die Literaturkritikerin Lúcia Miguel-Pereira hält Ânsia eterna von 1920 für ihr Hauptwerk. Sie stellt fest, dass Lopes de Almeida in den Kurzgeschichten in Ânsia eterna „ohne etwas von ihrer Schlichtheit zu verlieren, ihre schriftstellerischen Mittel am kunstvollsten einsetzt und ihre Sensibilität am deutlichsten zum Ausdruck bringt“.
Lopes de Almeida gehörte Ende des 19. Jahrhunderts zu der Gruppe von Schriftstellern und Intellektuellen, die die Gründung der Academia Brasileira de Letras planten. Ihr Name stand auf der ersten, von Lúcio de Mendonça erstellten Liste der 40 sogenannten imortais („Unsterblichen“), die diese Organisation gründen sollten. Bei der Gründungssitzung wurde ihr Name jedoch nicht genannt. Die Gründer entschieden sich dafür, die Akademie nach dem Vorbild der Französischen Akademie ausschließlich mit Männern zu besetzen. An die Stelle von Lopes de Almeida trat ihr Ehemann Filinto de Almeida, der später als Acadêmico consorte geführt wurde. Das Veto gegen die Beteiligung von Frauen endete erst 1977 mit der Wahl von Rachel de Queiroz zur fünften Vorsitzenden der Akademie.
In den 1910er Jahren wurden in Cuiabá eine Reihe von literarischen Gruppen gegründet. Am 26. November 1916 wurde das Grêmio „Júlia Lopes“ als eine reine Frauengilde unter anderen von Maria Dimpina Lobo Duarte, Maria da Glória Figueiredo und Bernardina Maria Elvira Rich gegründet. Die Wahl von Júlia Lopes als Schirmherrin wurde von Dimpina Lobo Duarte vorgeschlagen, nachdem sie Livro das Noivas gelesen hatte. Grêmio „Júlia Lopes“ widmete sich hauptsächlich der literarischen Produktion durch die Zeitschrift A Violeta, die von 1916 bis 1950 monatlich erschien und während der ganzen Zeit von Frauen herausgegeben wurde.
Sie war Ehrenpräsidentin der 1919 gegründeten Legião da Mulher Brasileira („Brasilianische Frauenlegion“).
Lopes de Almeida starb 1934 in Rio de Janeiro an den Folgen einer Gelbfiebererkrankung, die zu Komplikationen im Nieren- und Lymphsystem führte. Sie wurde auf dem Cemitério de São Francisco Xavier im Stadtteil Caju im Norden von Rio de Janeiro beigesetzt.
Im selben Jahr wurde posthum ihr letzter Roman, Pássaro Tonto, veröffentlicht.

## Werke (Auswahl)
Romane
- A família Medeiros, Companhia Editora Fluminense, 1892.
- Memórias de Marta, Livraria Francesa e Estrangeira, 1899.
- A viúva Simões, Antonio Maria Pereira, 1897.
- A falência, Typ. A Tribuna 1901 (Online).
- A intrusa, Francisco Alves, 1908.
- Cruel amor, Francisco Alves, 1911.
- Correio da roça, Francisco Alves, 1913 (Online).
- A Silveirinha, Francisco Alves, 1914 (Online).
- A casa verde, Companhia Editora Nacional, 1932 (Online).
- Pássaro tonto, Companhia Editora Nacional, 1934.
- O funil do diabo, Mulheres, 2015 (posthum).[1]

Erzählungen
- Traços e iluminuras, Typographia Castro & Irmão, 1887.[1]
- Ânsia Eterna, 1903 (Online).
- Era uma vez …, Jacinto Ribeiro dos Santos, 1917 (Online).
- A isca (Vier Erzählungen), Editora Raredes, 1922.

Theaterstücke
- A herança (Einakter, 1909)
- Teatro (1917)
- O caminho do céu (o. D.)
- A última entrevista (o. D.)
- A senhora marquesa (o. D.)
- O dinheiro dos outros (o. D.)
- Vai raiar o sol (o. D.)
- Laura (o. D.)

Diverses
- O livro das noivas (Wissenschaftlicher Beitrag zur Hauswirtschaftslehre), Typographia da Companhia Nacional, 1896.[27]
- Livro das donas e donzelas (Wissenschaftlicher Beitrag zur Hauswirtschaftslehre), Francisco Alves & Cia, 1906.[27]
- Eles e elas (Gesellschaftskritik in Form von kurzen Sittengemälden; als Beiträge 1907–1909 in den Kolumnen Reflexões de um marido, Reflexões de uma esposa und Reflexões de uma viúva in El Pais veröffentlicht), Francisco Alves, 1910.
- Jardim florido (Gärtnern), Editora Livraria Leite Ribeiro, 1922.
- Jornadas no meu País, Editora Francisco Alves, 1920 (Online).
- Oração à Santa Doroteia, Editora Francisco Alves, 1923 (Online).
- Mehrere Konferenzbeiträge, darunter Maternidade (Beitrag zum Pazifismus), Olivia Herdy de Cabral Peixoto (o. D., Online).

Schulbücher
- Mit Adelina Lopes Vieira: Contos Infantis (Erzählungen für die Primarschule), Laemmert & Co., 1886 (Online).
- Histórias da nossa terra (Erzählungen zur brasilianischen Geschichte), Francisco Alves, 1907 (Online).
- Mit Afonso Lopes de Almeida: A Árvore, Editora Francisco Alves, 1916 (Online).